# 安迪·卡曾斯
安迪·卡曾斯（英語：Andy Couzens；1975年6月4日—）是一名已退役英格蘭足球運動員，在場上的位置是中場，他曾效力列斯聯、卡莱尔联和黑池，並曾在英超上場。

## 職業生涯
卡曾斯生於希普利，在列斯聯展開足球生涯，曾在1993年英格蘭青年足總盃決賽上場並擊敗曼聯，此外他亦曾代表列斯聯在英超上場29次，並在對考文垂的比賽取得進球，及在英格蘭聯賽盃對諾士郡取得進球。卡曾斯曾被評為希望之星，但他表現不如理想，最終在1997年與次兩級的聯賽球會卡莱尔联簽約加盟。
1998年卡莱尔在联賽降級，並在次年差點降級至非職業聯賽。1999年他轉投英乙球會黑池，但在新球會同樣遭到降級命運。2000年他離開黑池後便沒有繼續職業足球生涯，以25歲之齡退役。